# Microhoria aguilari
Microhoria aguilari is een keversoort uit de familie snoerhalskevers (Anthicidae). De wetenschappelijke naam van de soort is voor het eerst geldig gepubliceerd in 1960 door Bonadona.